# (6877) Giada
(6877) Giada est un astéroïde de la ceinture principale.

## Description
(6877) Giada est un astéroïde de la ceinture principale. Il fut découvert le 10 octobre 1994 à Colleverde par Vincenzo Silvano Casulli. Il présente une orbite caractérisée par un demi-grand axe de 2,32 UA, une excentricité de 0,14 et une inclinaison de 6,2° par rapport à l'écliptique.

## Compléments